# Abay Nemes Gyula
Abay Nemes Gyula (Dunaföldvár, 1876. szeptember 24. – Paks, 1952. július 7.) gyógyszerész.

## Életpályája
Neve 1896-ig Tóth Gyula, szikszói; Szikszói Tóth Gyula volt. Tolna vármegyében, Dunaföldváron született 1876. szeptember 24-én, szikszói Tóth József gyermekeként. 
Édesapja halála után Abay Nemes Ferenc földbirtokos fogadta örökbe és nevelte fel. Lánytestvére: Abay Nemes Júlia (†1920). 
1909. július 4–én vette feleségül Fritsch Máriát(1888–1945), Fritsch Rezső nagyszombati városi főállatorvos és nemes Császár Cecília (†1926) leányát.
Nyolc gyermekük született, közülük Abay Nemes Oszkár: (1913. szept. 22. Magyardiószeg–1959. jan. 30. Pécs) politikus, jogász, úszó, Gyula: (1910. ápr. 10. Vittenc–1971. aug. 26. Balassagyarmat) orvos, Magdolna, Csiky Zoltánné (1911–), Ida Andor Ferencné  (1912. jún. 3. Magyardiószeg–1999. Budapest) tanítónő, Lívia Fehér Miklósné, majd Jacob Györgyné (1916–) MÁV-főtisztviselő, Károly (1918. január 18. Paks – 1977. június 4. Budapest, honvédtiszt, gyógyszerész, Klarissza (= Klára, 1923–) Ecsedy Tiborné  főkönyvelő lett.
Iskoláit Bonyhádon, Kaposváron, Budapesten és Vácon végezte; majd Vácon érettségizett, majd 1910-ben a kolozsvári Ferenc József Tudományegyetemen gyógyszerész oklevelet és 1912-ben gyógyszerész-doktori oklevelet szerzett.
1900-1901-ben a siófoki Szent Lélek Gyógyszertár gyógyszerészgyakornoka lett, majd tanulmányai befejezése után 1908–1910 között Budapesten, 1910–1913 között Nyírbogdányban, 1913–1914-ben Perlakon, Zomborban, majd 1914–1925 között Vittencen és Magyardiószegen bérelt gyógyszertárat. 1925–től 1931-ig a paksi Remény Gyógyszertár, majd 1931–től 1933-ig egy nagykőrösi gyógyszertár, 1933–1935 között egy kiskunmajsai gyógyszertár, 1935–1938 között pedig a miskei Szent Szilveszter Gyógyszertár vezetője volt. 1938-ban Budapesten telepedett le, ahol a XI. kerület Villányi út 86. sz. alatt működő Irgalmas Szeretet Gyógyszertár tulajdonosa volt 1945-ig, az államosításig.
Élete utolsó éveiben visszatért Paksra, ott is hunyt el, a helyi Kálvária Temetőben nyugszik.

## Munkássága
Gyógyszerészet-történettel, a magyarországi rendi (elsősorban jezsuita) gyógyszertárak múltjával, a gyógyszerészet irodalom- és művelődéstörténeti vonatkozásaival foglalkozott. Értékesek Pakssal kapcsolatos, a helyi lapokban megjelent írásai is.
- 1920-tól 1924-ig a Gyógyszerészeti Értesítő főmunkatársa volt.

- 1933-tól tagja volt a Magyar Gyógyszerésztudományi Társaságnak is.

## Főbb munkái
- A hazánkban előforduló két ericafélének összehasonlító levélanatómiája.– A lecithin tisztaságának megvizsgálásáról.
- Két tanulmány és gyógyszerész-doktori értekezés is. (Kolozsvár, 1912)
- A görgényi medvevadászatok. Rudolf trónörökös a máramarosi havasokban. (Pesti Napló, 1914. jan. 25.)
- Újabban felkapott népies gyógyszerekről. (Gyógyszerészi Hetilap, 1918)

Adatok. Shakespeare. – A munkaidőről. – Goethe gyógyszerész ismerősei. (Gyógyszerészi Értesítő, 1921)
- Kazay Endre. (Gyógyszerészi Értesítő, 1923)
- Jezsuita gyógyszertárak Magyarországon. (Budapesti Hírlap, 1924. júl. 5.)
- Jezsuita gyógyszerészek és gyógyszertárak Magyarországon. 1–3. (Gyógyszerészi Értesítő, 1924)
- Szemelvények a budapesti gyógyszertárak és drogériák életéből. – A gyógyszerészek és az országos élelmiszer-vizsgálat. (Gyógyszerészi Értesítő, 1925)
- Meditáció a magyar gyógyszerészet szociális evolúciójáról. (Gyógyszerészi Értesítő, 1929)
- Magyar doktorgyógyszerészek névjegyzéke. Összeáll. (Pápa, 1934)
- Schulek Elemér. (Gyógyszerészi Értesítő, 1936)
- Ibsen műveiben szereplő orvosok és gyógyszerészek személyiségvizsgálata. (Bp., 1937)